# Saint-Alban-des-Villards
Saint-Alban-des-Villards ist eine Bâgé-Dommartin Gemeinde im Département Savoie in der Region Auvergne-Rhône-Alpes. Sie gehört zum Arrondissement Saint-Jean-de-Maurienne und zum gleichnamigen Kanton. Sie grenzt im Nordwesten an Allevard, im Norden an Saint-Étienne-de-Cuines, im Osten an Sainte-Marie-de-Cuines, im Südosten an Jarrier, Saint-Pancrace und Fontcouverte-la-Toussuire, im Südwesten an Saint-Colomban-des-Villards und im Westen an Le Haut-Bréda.

## Weblinks

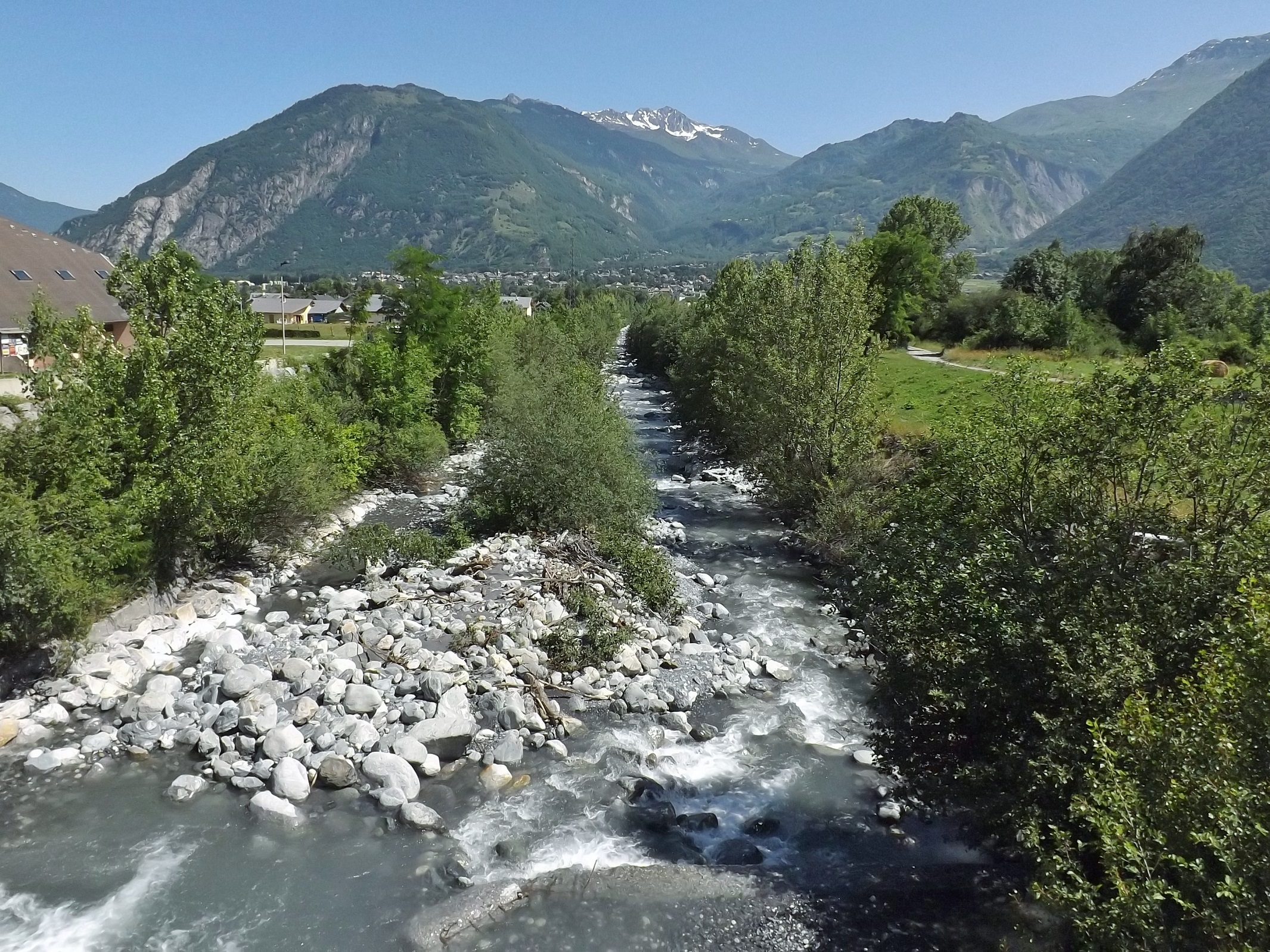
Der Glandon, ein Nebenfluss des Arc

## Bevölkerungsentwicklung
| Jahr                       | 1962 | 1968 | 1975 | 1982 | 1990 | 1999 | 2008 | 2015 | 2021 |
| -------------------------- | ---- | ---- | ---- | ---- | ---- | ---- | ---- | ---- | ---- |
| Einwohner                  | 79   | 72   | 64   | 52   | 81   | 96   | 99   | 103  | 87   |
| Quellen: Cassini und INSEE |      |      |      |      |      |      |      |      |      |